# Taxe spéciale sur les conventions d'assurances
La taxe spéciale sur les conventions d'assurances en France est un impôt proportionnel créé en 1944 qui doit être acquitté sur certaines conventions d'assurance, selon le cas, par l'assureur, le courtier ou l'assuré lui-même. Elle est régie par les dispositions des articles 991 à 1004 du Code général des impôts français.
Le produit de cette taxe en 2010 était de 6,029 milliards d'euros. Il est affecté pour partie aux départements, à la Caisse nationale des allocations familiales et à la Caisse nationale de l’assurance maladie des travailleurs salariés (CNAM).
Les départements reversent une partie de cette taxe aux services départementaux d'incendie et de secours.

## Histoire
La taxe spéciale sur les conventions d'assurance a été mise en place par l'article 21 de la Loi du 31 janvier 1944.
Son régime n'a pas été modifié en profondeur depuis son instauration. Toutefois, une récente évolution est à signaler. En effet, la Loi n° 2010-1657 du 29 décembre 2010 dite loi de finances pour 2011 a soumis à cette taxe les contrats d'assurance maladie complémentaire dits « solidaires et responsables », auparavant exonérés.
La TSCA fusionne avec la TSA à partir de 2016.

## Champ d'application de la taxe spéciale sur les conventions d'assurance

### Champ d'application matériel
En principe, la taxe vise toutes les conventions d'assurance conclues avec une société ou compagnie d'assurances ou encore, avec tout autre assureur français ou étranger.
Ceci concerne tant les actes qui ont pour objet la formation, la modification ou la résiliation amiable d'un contrat d'assurance, mais aussi les actes passés entre l'assureur et le souscripteur du contrat.
Sont ainsi visés, notamment :
- Les contrats d'assurance proprement dits ;
- Les actes qui servent à préparer ces contrats ;
- Les avenants ;
- L'acte de résiliation amiable de la police.

Les commentaires de l'Administration fiscale précisent toutefois que les actes d'assurance crédit, les cautionnements portant sur le paiement d'effets de commerce ou les contrats de caution directe ne sont pas considérés comme des contrats d'assurance. Aussi, le régime fiscal susmentionné ne s'applique pas à ces différents types de contrats (sauf exceptions).

### Champ d'application territorial
La taxe s'applique aux contrats dont le risque est situé en France. L’Administration fiscale précise toutefois que lorsqu'un même contrat couvre des risques situés à la fois en France et à l'étranger, il convient d'isoler à l'intérieur de la prime la part qui se rapporte aux risques à l'étranger.
S'il est fait usage des contrats en France, l'exonération cesse de s'appliquer.

### Exonérations
Certains contrats d'assurance sont expressément exonérés par les dispositions légales. Il s'agit, entre autres, des contrats suivants :
- Assurances sur la vie et contrats de rente viagère[9];
- Contrats d'assurance de groupe et opérations d'assurance collective, sous conditions[10];
- Contrats d'indemnité de fin de carrière ou de cessation d'activité[10];
- Réassurances[9];
- Assurance des crédits à l'exportation[9];
- Assurance dépendance[9];
- Assurance des exploitants de remontées mécaniques[9];
- Assurances contre les risques de navigation maritime, fluviale ou aérienne[9];

## Calcul de la taxe

### Assiette de la taxe spéciale sur les conventions d'assurance
La taxe est perçue sur le montant des sommes stipulées au profit de l'assureur (primes, majorations de primes) augmentée de tous les accessoires dont celui-ci bénéficie directement ou indirectement du fait de l'assuré.

### Taux de la taxe
Le taux de la taxe sur les conventions d'assurance varie selon le type de contrat concerné. Le tableau suivant donne un aperçu des différents taux selon les types de contrats:
|                                                                                    | Taux            |
| Assurance contre l'incendie                                                        | Entre 7 et 30 % |
| Assurance maladie "solidaire" et "responsable"                                     | 7 %             |
| Assurance maladie non "solidaire" et "responsable"                                 | 14 %            |
| Assurances de navigation maritime ou fluviale des bateaux de sport ou de plaisance | 19 %            |
| Assurances garantissant les risques relatifs aux VTAM inférieurs à 3,5 tonnes      | 18 %            |
| Assurances non tarifées spécialement                                               | 9 %             |

## Paiement de la taxe
La taxe est payée, selon le cas, par l'assureur s'il est une compagnie française ou étrangère ayant un établissement en France, par le courtier, ou bien par l'assuré lui-même si l'assurance a été souscrite à l'étranger et que l'assureur n'a pas de représentant en France
Pour les sociétés d'assurance françaises, le versement de la taxe est mensuel. Dans le cas d'un paiement par le courtier, la taxe est due pour la durée ferme de la convention. Toutefois, si cette durée excède une année, il est possible de fractionner le paiement par années. Enfin, lorsque c'est l'assuré qui verse la taxe, il doit le faire à chaque échéance de cotisation.

## Taxes additionnelles à la taxe sur les conventions d'assurances
Diverses contributions sont perçues en supplément de la taxe, pour le profit de certains fonds:
- Contributions au Fonds de garantie des assurances obligatoires de dommages (FGAO)[15]
- Contribution au Fonds commun des accidents du travail agricole[16];
- Contribution des exploitants agricoles et des conchyliculteurs au Fonds national de gestion des risques en agriculture[17]
- Contribution au Fonds de garantie des calamités agricoles dans les DOM[18];
- Contribution au Fonds de garantie pour l'indemnisation des victimes d'actes de terrorisme;
- Contribution au Fonds de prévention des risques naturels majeurs[19].